# Dragon Fly
Albums de Jefferson Starship
Blows Against the Empire
(1970) Red Octopus
(1975)
Dragon Fly est un album sorti en 1974 et crédité Grace Slick / Jefferson Starship / Paul Kantner. C'est le deuxième album sorti sous le nom de « Jefferson Starship », après Blows Against the Empire (1970), et il marque la dernière étape de la transformation de Jefferson Airplane en Jefferson Starship sous la houlette de Paul Kantner et Grace Slick.
L'album rencontre un certain succès commercial (11e aux États-Unis), mais des fans puristes reprochèrent au groupe le changement de style. En effet le disque est plus daté des années 1970 que des années 1960. Il est moins rythmique et plus harmonique. L'emploi de synthés et d'orgues y est pour quelque chose.
En 1976, la chanson Hyperdrive est utilisée durant la cérémonie d'ouverture de la World Science Fiction Convention de Kansas City (Missouri).

## Titres
| 1. | Ride the Tiger  | Paul Kantner, Grace Slick, Byong Yu | Kantner        | 5:11 |
| 2. | That's for Sure | Jerry Gallup                        | Craig Chaquico | 4:58 |
| 3. | Be Young You    | Slick                               | Slick          | 3:49 |
| 4. | Caroline        | Marty Balin                         | Kantner        | 7:29 |

| 5. | Devil's Den  | Slick         | Papa John Creach                | 4:03 |
| 6. | Come to Life | Robert Hunter | David Freiberg, Steven Schuster | 3:46 |
| 7. | All Fly Away | Tom Pacheco   | Pacheco                         | 5:25 |
| 8. | Hyperdrive   | Slick         | Pete Sears                      | 7:44 |

## Musiciens
- Paul Kantner : guitare rythmique, chant
- Grace Slick : piano, chant
- John Barbata : batterie, percussions
- Craig Chaquico : guitare solo
- Papa John Creach : violon
- David Freiberg : basse, claviers, chant, piano, orgue
- Pete Sears : basse, claviers, piano, clavecin, orgue
- Marty Balin : chant sur Caroline

## Production
- Larry Cox : production
- Pat Ieraci (Maurice) : coordinateur de la production
- Paul Dowell : consultant amplis
- Steve Mantoani : ingénieur du son
- Acy Lehman/Frank Mulvey : directeurs artistiques
- Peter Lloyd : illustration